# Barbara Strozzi
Barbara Strozzi (ochrzczona 6 sierpnia 1619 w Wenecji, zm. 11 listopada 1677 w Padwie) – włoska kompozytorka i śpiewaczka.

## Życiorys
Była córką Isabelli Griegi (Garzoni), służącej poety Giulio Strozziego, który adoptował ją i przypuszczalnie był też jej naturalnym ojcem. Była uczennicą Francesco Cavalliego. Brała udział w spotkaniach założonej przez jej ojca Accademia degli Unisoni, gdzie wykonywała własne utwory. Utrzymywała się dzięki wsparciu bogatych patronów, możliwe, że była też kurtyzaną. Doczekała się czwórki dzieci, nigdy jednak nie wyszła za mąż.
Opublikowała 8 zbiorów kompozycji, zawierających utwory wokalne o charakterze świeckim: madrygały, kantaty, arie, duety. Była autorką łącznie ponad 100 utworów, w większości na sopran solo i basso continuo.